# 副金翅雀鯛
副金翅雀鯛（學名：Chrysiptera parasema），又稱副刻齒雀鯛，是輻鰭魚綱鱸形目雀鯛科金翅雀鯛屬的其中一種，由Henry Weed Fowler在1918年描述，分布於西太平洋區，包括所羅門群島、巴布亞新幾內亞北部、印尼、馬來西亞、菲律賓與琉球群島等海域，深度1至16公尺，本魚體呈橢圓形而側扁，體呈藍色，尾鰭黃色，可能延伸至肛鰭和背鰭的背面，背鰭硬棘13枚、背鰭軟條10-12枚、臀鰭硬棘2枚、臀鰭軟條11-12枚，體長可達7公分，棲息於有遮蔽的潟湖與近海珊瑚礁珊瑚繁盛區域，成小群活動，以浮游生物、藻類和小型底棲甲殼類為食，繁殖期成對出現，雄魚會守護魚卵至孵化，生活習性不明，是相當受歡迎的觀賞魚 ，飼養時需要有容量約30加侖的水族箱。